# دنیس کلارک
دنیس کلارک (انگلیسی: Dennis Clarke؛ زادهٔ ۱۸ ژانویهٔ ۱۹۴۸) بازیکن فوتبال اهل بریتانیا است.
از باشگاه‌هایی که در آن بازی کرده‌است می‌توان به باشگاه فوتبال هادرزفیلد تاون، باشگاه فوتبال وست برومویچ آلبیون، و باشگاه فوتبال بیرمنگام سیتی اشاره کرد.